# Puttalam
Puttalam (Singalès: පුත්තලම; tàmil: புத்தளம்) és una ciutat del districte de Puttalam, Província del Nord-oest, Sri Lanka. Puttalam és la capital administrativa del districte de Puttalam i està governada per un Consell Urbà. Està situada a 130 quilòmetres al nord de Colombo, la capital de Sri Lanka i 95 quilòmetres al nord de Negombo. Puttalam és coneguda per la producció d'energia, sal, coco i pesca. Té una de les més grans llacunes del país. Puttalam és popularment coneguda per la amabilitat i la hospitalitat dels seus habitants. Té llocs turístics verges com el Wilpattu National Park i platges verges, recursos naturals, albiraments de dofins i de tortugues, dunes de sorra etc. Puttalam està prop d'Anamaduwa que és la ciutat més gran del districte de Puttalam. El cens de 2011 assigna a la ciutat una població de 	50.615 habitants.

## Història
La història de Puttalam dataria de l'arribada del prínce Vidjaya, fa uns 2.500 anys, quan el seu vaixell va arribar a la costa a "Thambapani" que és localitzada al costat del nord de la llacuna de Puttalam. El nom "Puttalam" pot ser una modificació de la paraula tàmil Uppuththalam, Uppu significa sal i Thalam significa zona de producció de la sal, no que va evolucionar a Puttalam.

## Religió
Els nuclis urbans són dominats per musulmans (95%) mentre els budistes i els cristians resideixen fora de la ciutat. Els hindús són una minoria.

## Economia
Situada al centre del Triangle de Coco, Puttalam és el segon major productor de coco del país.
Puttalam és també el segon major productor de sal del país.
Puttalam té una de les fàbriques de ciment més grans del país.
Puttalam és també famosa per la granges de gambes a més de per les granges agrícoles.
Puttalam és la primera població de Sri Lanka que allotja una granja de crancs establerta per una empresa basada a Singapur.